# Žičnica (potok)
Žíčnica je desni pritok Dravinje iz gričevnate pokrajine na južnem vznožju Konjiške gore. To ime dobi pri žički kartuziji, kjer se združijo trije povirni potoki: Soješka, Štaberska in Kumenska voda. Prvi je najdaljši med njimi in njegov izvir lahko štejemo tudi za začetek Žičnice. Ti potoki tečejo po ozkih gozdnatih grapah, že na sotočju pa se ob Žičnici pojavi ozka naplavna ravnica, ki sega sklenjeno vse do izteka v široko Dravinjsko dolino pri vasi Žiče, po kateri ima tudi ime. Potok teče v glavnem proti vzhodu skozi naselja Stare Slemene, Špitalič pri Slovenskih Konjicah in Škedenj, pod slednjim pa zavije na severovzhod in se skozi kratko slikovito sotesko Sotensko (tudi Sotansko) prebije na ravnino. Pri Žičah se obrne proti jugovzhodu in teče po južnem robu ravnine vse do izliva v Dravinjo v Ločah.
Velik del porečja je v kremenovem peščenjaku in laporju ter deloma v andezitnem tufu iz srednjega oligocena. V teh razmeroma neodpornih kamninah je nastalo močno razčlenjeno površje nizkih slemen in vmesnih kratkih grap, ki se z obeh strani stekajo v glavno dolino. Zaradi usmerjenosti v smeri zahod–vzhod je izrazita razlika med prisojnimi pobočji na severni strani doline, kjer so številni zaselki in domačije ter njihova kmetijska zemljišča, na osojni južni strani pa prevladuje gozd.
Izrazito nasprotje je spodnji del doline Žičnice, ki je vrezan v odpornejši srednjetriasni dolomit. V njem je Žičnica izdelala kratko sotesko s strmimi, gladkimi pobočji med Golim rebrom (600 m) na severni in Velikim Slomom (566 m) na južni strani. Z geomorfološkega vidika je to zelo zanimiv pojav, saj je moral v davni preteklosti obstajati 'tehten' razlog, da je Žičnica opustila svoj tok po mlajših in manj odpornih terciarnih kamninah ter se po krajši poti preusmerila proti severovzhodu. Verjetno se je to zgodilo zaradi tektonskega grezanja Konjiške kotline v pliocenu in morda še v kvartarju.
Za poimenovanje te soteske obstajata dve imeni: Sotansko in Sotensko. V starejši literaturi se navaja ime Sotansko, v novejših delih in na državnih topografskih zemljevidih pa prevladuje ime Sotensko. Na malo starejšem topografskem zemljevidu v merilu 1 : 25.000 je prav tako navedeno ime Sotansko.
Žičnica ima majhen strmec, zato je naplavna ravnica mestoma mokrotna in tudi izpostavljena hudourniškim poplavam. Zaradi njih so domačije odmaknjene od potoka na nekoliko višji severni rob doline, v ravnici pa prevladujejo travniki. Po njej rahlo vijuga struga potoka, ki je večidel v dobrem naravnem stanju, v zgornjem toku ponekod izdelana v matični kamnini, drugod večinoma v lastnih ilovnato-peščenih naplavinah. Z južnih pobočij mestoma sega gozd vse do struge, drugod jo spremlja sklenjen pas obvodnega grmovja in drevja. Povsem drugačen je spodnji tok Žičnice po izstopu iz soteske, saj so ga z regulacijo v letih 1959–1960 spremenili v enoličen umetni kanal.
Prometno odmaknjena dolina je bila v preteklosti pomembna zaradi starodavne žičke kartuzije. Po njenem zavetniku Janezu Krstniku nekateri še zdaj celotno dolino imenujejo Dolina sv. Janeza Krstnika. Kartuzijani so v Špitaliču že pred letom 1672 ustanovili najstarejšo glažuto na slovenskem ozemlju. V zgornjem delu doline in ob kartuziji je v preteklosti delovalo več mlinov in žag, ohranila sta se samo Lorgerjev mlin in Bercetova žaga, v soteski pa sta ostala samo Bezenškova žaga in mlin.
Po severnem pobočju soteske Sotensko je speljana štajerska avtocesta po viaduktu Škedenj I (severni del zgrajen 1976, dolg 466 m; južni del 1996, dolg 528 m) in skozi predor Golo rebro (dolg 750 m), dolino Žičnice pa avtocesta prečka po 398 m dolgem viaduktu Škedenj II (zgrajen 1976). Po dolini Žičnice poteka regionalna cesta Žiče–Dramlje.
Potok Žičnica s pritoki je nad Špitaličem življenjski prostor raka navadnega koščaka (Austropotamobius torrentium) in je varovan kot posebno območje Natura 2000 (Žičnica s pritoki). V soteski je rastišče zelo redkega žičkega grobeljnika (Alyssum montanum ssp. pluscanescens) in je zavarovano kot naravni spomenik.